# Взятие Милета
«Взятие Милета» или «Падение Милета» (др.-греч. Μιλήτου ἅλωσις) — трагедия древнегреческого драматурга Фриниха, впервые поставленная на сцене в Афинах вскоре после 494 года до н. э. (по одной из версий, в 493/492 году). Рассказывала об одном из событий греко-персидских войн, имела широкий общественный резонанс, но была запрещена, и её текст был полностью утрачен. «Взятие Милета» стало одной из первых пьес, показывавших исторические события.

## Сюжет и судьба пьесы
Основной источник, рассказывающий о трагедии, — «История» Геродота. В нём говорится, что в 494 году до н. э. афиняне испытали «тяжкую скорбь», узнав о взятии персами греческого города Милет в Ионии (большая часть милетян мужского пола была тогда перебита, всех выживших переселили вглубь Персии). Вскоре драматург Фриних написал об этих трагических событиях пьесу, которую поставил на афинской сцене. По мнению Альбрехта фон Блюменталя, автора статьи о Фринихе в «Паули-Виссова», это могло произойти в 493/492 году до н. э., когда должность архонта в Афинах занимал Фемистокл.
По словам Геродота, на представлении «все зрители залились слезами». Драматурга за то, что он «напомнил о несчастьях близких людей», оштрафовали на тысячу драхм, а на постановку «Взятия Милета» наложили запрет. Клавдий Элиан пишет даже, будто Фриниха приговорили к изгнанию, и приводит появившуюся в связи с этим пословицу «Фриних испуган, как петух», применявшуюся к людям, которые попали в бедственное положение.
В антиковедении существует мнение, что пьеса была полностью запрещена, то есть её не могли не только видеть на сцене, но даже читать. В результате текст «Взятия Милета» был утрачен полностью: не сохранилось даже ни одной цитаты у других античных авторов. Предположительно к Геродоту восходят упоминание трагедии у Страбона со ссылкой на Каллисфена и рассказ Аммиана Марцеллина о единственном представлении, расцвеченный подробностями. По словам Марцеллина, «сначала публика слушала пьесу с удовольствием; когда же дальнейшее развитие трагического действия стало производить слишком тяжёлое впечатление, народ возмутился и присудил поэта к наказанию, полагая, что он собирался не утешить, а упрекнуть своих сограждан, дерзко выведя на сцену страдания, которые перенёс славный город, оставленный безо всякой помощи».
Исследователи полагают, что Марцеллин близок к истине: жёсткая реакция властей была связана не с заботой об афинянах, а с тем, что Фриних в трагедии критиковал власти полиса, не оказавшие Милету необходимую помощь против врага.
«Взятие Милета» стало одной из первых греческих пьес на сюжет, связанный не с мифологией, а с современными автору историческими событиями. Позже Фриних написал трагедию «Финикиянки» о Саламинской битве.